# 台南秘蛛
台南秘蛛（學名：Aphantaulax tainanica）是一種鷲蛛科秘蛛屬的蜘蛛。其种加词“tainanica”意为“台南的”。雌蛛長0.46公分，納精囊為球形。雄蛛長0.38公分，觸肢的脛節突是淡黃色的而且逐縮為角錐狀。
台南秘蛛於2006年在台南市四草野生動物保護區（今劃入台江國家公園）發現，由崑山科技大學環境工程系助理教授翁義聰與長榮大學生物科技系學生翁子洋父子兩人採集並鑑定為新品種，以採集地台南命名，發表於《特有生物期刊》第8卷第2期第31至37頁。